# Abundance
Abundance: The New Left and the Future of Progress (en español: "Abundancia, la nueva izquierda y el futuro del progreso") es un libro de los autores de izquierda Ezra Klein y Derek Thompson, publicado en inglés por Avid Reader Press.  El libro examina las causas de la falta de progreso en proyectos ambiciosos en Estados Unidos, incluidos aquellos relacionados con la vivienda asequible, la infraestructura y el calentamiento global. La reglamentación excesiva impide el desarrollo de las ferrovías, de la electrificación y de la energía eólica.  Los autores sostienen que el entorno reglamentario de muchas ciudades controladas por la izquierda, aunque bien intencionado, obstaculiza el desarrollo y que el Partido Demócrata se ha preocupado más en detener lo que considera mal desarrollo económico que en promoverlo, enfocándose en proceso y no en resultados, buscando mantener el statu quo en vez del desarrollo; y que la evidencia es su apoyo a las reglamentaciones geográficas y ambientales, y a los excesivos requerimientos adosados a la inversión pública. Klein y Thompson abogan por un programa de abundancia que gestione mejor el balance entre las regulaciones gubernamentales y el avance social; que abandone la izquierda su fijación en la escasez; proponen entonces una economía de la oferta de la izquierda.

## Antecedentes
Al publicarse el libro, Ezra Klein era columnista para The New York Times, mientras que Derek Thompson era periodista de The Atlantic. El libro se originó a partir de un ensayo publicado por Thompson en The Atlantic en enero de 2022. En una entrevista, los dos autores hablaron sobre sus diferentes perspectivas al escribir Abundance. Thompson afirmó que se sentía «más cómodo empezando con la economía o la tecnología», mientras que Klein aportó un punto de vista «que descansa en política moderna e historia política».

## Contenido
Según el Servicio de Difusión Pública estadounidense, la crisis habitacional del país es un gran tema de Abundance. Ruy Teixeira resumió el libro así: "argumenta que los demócratas estadounidenses deben enfrentar los fracasos del gobierno de izquierda y adoptar la política de la abundancia."

## Crítica
Pedro Ángel Palou García recalca que los autores rescatan el término «vetocracia» (de Francis Fukuyama), como marco conceptual para enfatizar cómo «la gobernanza moderna—particularmente en Estados Unidos—se ha paralizado debido a obstáculos procesales, litigios y esclerosis regulatoria», y concluye que Abundance es «una contribución importante al pensamiento político contemporáneo.»
Samuel Moyn alega que el libro es un «desesperado grito contra Demócratas miopes quienes bloquean nuevas ideas y gobiernan por listas de verificación» y cita Moyn a Abundance mismo: «un infinito catálogo de reglas y limitantes».
En el Financial Times de Londres, Jennifer Harris, la antigua asesora especial de Joe Biden, escribe que la crítica de Klein y Thompson al gobierno estadounidense es relevante también en Inglaterra y otras partes de Europa, pero alega que si bien los autores diagnostican correctamente el problema que destacan de las "escaseces optadas" que los estadounidenses han escogido (por acción u omisión), su receta para la dolencia es sólo parcial.
En The New Yorker, Benjamin Wallace-Well calificó a Abundance como un "libro imparcial" que "reconoce algo del toma-y-daca que conlleva rediseñar el gobierno para crear dinamismo".
En Slate, Henry Grabar elogió el libro por ser "sin complejos a la hora de sintetizar buenas ideas", argumentando que Klein y Thompson ofrecen una "visión muy necesaria de un 'izquierdismo que construye', un antídoto eficaz contra la decadencia de los estados estadounidenses controlados por la izquierda", al tiempo que señaló que el libro contiene muy pocas críticas a la presente administración liderada por los republicanos.

En Washington Monthly, Zephyr Teachout criticó el enfoque de los autores en reducir las restricciones de zonificación, específicamente su llamado a la reforma de los Institutos Nacionales de Salud y la Ley Nacional de Política Ambiental como un medio para aumentar la oferta de viviendas, su poca claridad respecto a los detalles de tales reformas, y de centrar sus argumentos principalmente en sólo unas pocas grandes ciudades estadounidenses, mientras que subestimaban los efectos negativos de la monopolización en la economía estadounidense en general.  Afirma Teachout que:
Sería muy fácil tomar su crítica como un llamado encubierto a una desregulación más amplia; si no tienen cuidado, la ambigüedad podría ser utilizada por grandes intereses financieros para hacer de la abundancia la biblia de un gigante desregulador al estilo de Ronald Reagan.